# Deodara
Deodara è una suddivisione dell'India, classificata come census town, di 6.734 abitanti, situata nel distretto di Mandla, nello stato federato del Madhya Pradesh. In base al numero di abitanti la città rientra nella classe V (da 5.000 a 9.999 persone).

## Geografia fisica
La città è situata a 22° 38' 03 N e 80° 21' 33 E.

## Società

### Evoluzione demografica
Al censimento del 2001 la popolazione di Deodara assommava a 6.734 persone, delle quali 3.491 maschi e 3.243 femmine. I bambini di età inferiore o uguale ai sei anni assommavano a 899, dei quali 480 maschi e 419 femmine. Infine, coloro che erano in grado di saper almeno leggere e scrivere erano 5.096, dei quali 2.835 maschi e 2.261 femmine.